# HMAS Sydney (1934)
A HMAS Sydney az Ausztrál Királyi Haditengerészet egyik módosított Leander osztályú könnyűcirkálója volt. A hajó nagy sikereket ért el a második világháború elején, de 1941 novemberében történő elvesztése körül viták alakultak ki. A Sydney elsüllyedésekor a hajó teljes legénysége is odaveszett, így ez az eset az Ausztrál Királyi Haditengerészet történetének legnagyobb embervesztesége. Ezen kívül a Sydney volt a legnagyobb hajó a világháborúban, mely túlélők nélkül süllyedt el. A hajó felkutatására küldött expedíciók egészen 2008 márciusáig sikertelenek voltak.

## Története

### Építése és hadrendbe állítása
A Sydney építését a Swan Hunter & Wigham Richardson Limited, Wallsend-on-Tyne-i hajógyárában kezdték el 1933. július 8-án. A könnyűcirkáló eredeti neve HMS Phaeton lett volna, de az ausztrál kormány 1934-ben megvásárolta a hajót és a korábbi HMAS Sydney tiszteletére a Phaeton is megkapta ezt a nevet. A Sydney vízrebocsátására 1934. szeptember 22-én került sor, az ausztrál királyi főbiztos felesége, Mrs S. M. Bruce jelenlétében. A hajót 1935. szeptember 24-én állították hadrendbe.

### Szolgálatba állása
A Sydney a háború elején a Földközi-tengeren teljesített szolgálatot, ahol elsüllyesztette az olasz Espero nevű rombolót, valamint a Calabria-i csata során többedmagával megsemmisítette a szintén olasz Zeffiro nevű rombolót.
A Sydney 1940. július 19-én, a görög szigetvilágban zajló Spada-foki csata során szerzett magának igazi hírnevet. Az egyik brit rombolóval együtt a Sydney megtámadott két olasz könnyűcirkálót, a Bartolomeo Colleonit és a Giovanni dalle Bande Neret. Az ezután kialakuló ütközetben a Bartolomeo Colleonit a brit romboló torpedói eltalálták, aminek következtében az olasz hajó elsüllyedt. Eközben a Giovanni dalle Bande Nere, nagy sebességének köszönhetően el tudott menekülni, ezzel elkerülve azt, hogy a Bartolomeo Colleoni sorsára jusson. Ennek a győzelemnek fontos stratégiai hatása volt, ugyanis Görögország kilenc hónappal későbbi német megszállásáig a Földközi- és Égei-tengert vitathatatlanul a szövetségesek tarthatták ellenőrzésük alatt.
Július 27-én mikor a HMS Neptune és a HMAS Sydney egy konvojt kísért a Dardanellák felé, az ausztrál cirkáló elsüllyesztett egy olasz tankerhajót, az Ermionit, amely Dodekanéz-szigeteken állomásozó olasz helyőrségnek szállított üzemanyagot. Augusztusban és szeptemberben a Sydney különböző hadműveletekben vett részt. Ezek közt volt a líbiai Bardia városában lévő olasz támaszpont, vagy a Dodekanéz-szigeteken fekvő Kapathos repülőterének ágyúzása. Ezek után a Sydney Alexandriába hajózott, ahol karbantartási és javítási munkákat végeztek el rajta.
Októberben a HMS Orion és a Sydney a Dodekanéz-szigeteki Astypalaia városát ágyúzta. Novemberben a HMAS Sydney csapatokat és ellátmányt szállított Krétára. November 11-én a Sydney, az Orion, a HMS Ajax és további két romboló, az Otrantói-szorosban megtámadott egy négy szállítóhajóból és két kísérőhajóból álló olasz konvojt. A támadás során a szállítóhajók elsüllyedtek, de a kísérőknek sikerült elmenekülniük.
Ezt követően a Sydney-t Máltán rendbe rakták, majd 1941. január 12-én áthelyezték a Földközi-tengerről Ausztrália partjaihoz. A hajó még az Ausztráliába történő áthajózás közben is kísérő feladatokat látott el. A Sydney február 5-én érte el a nyugat-ausztráliai Fremantle városát, majd nem sokkal később Sydneybe hajózott, hogy ott további javításokat végezzenek rajta. Ez idő alatt az addigi kapitány, John A. Collins átadta a parancsnokságot Joseph Burnett kapitánynak. Február 27-én a könnyűcirkáló elhagyta Sydney-t és új főhadiszállására, Fremantle-be hajózott. Ezután a Sydney az Indiai-óceánon látott el kísérőfeladatokat és őrjárat szolgálatokat.

### Végső összecsapása és eltűnése
1941. november 5-én a Sydney – az általa kísért Zeelandia nevű csapatszállítóval – elindult a Nyugat-Ausztráliai Albany-ból a Szunda-szoros felé. A két hajó november 9-én Fremantle-be ért. Itt két napig vesztegeltek a Zeelandia fedélzetén kialakuló munkaügyi viták miatt, de november 11-én végül sikerült elhagyni a kikötőt. November 17-ére elérték Szumátra szigetét.
Ezt követően a Sydney visszaindult a fremantle-i támaszpontra, ahová november 20-án kellett volna megérkeznie. Az ellenséges tengeralattjárók és hajók ekkor már jelen voltak az Indiai- és Csendes-óceánon, és várható volt, hogy valamelyik ausztrál hajó jelenti majd a jelenlétüket.

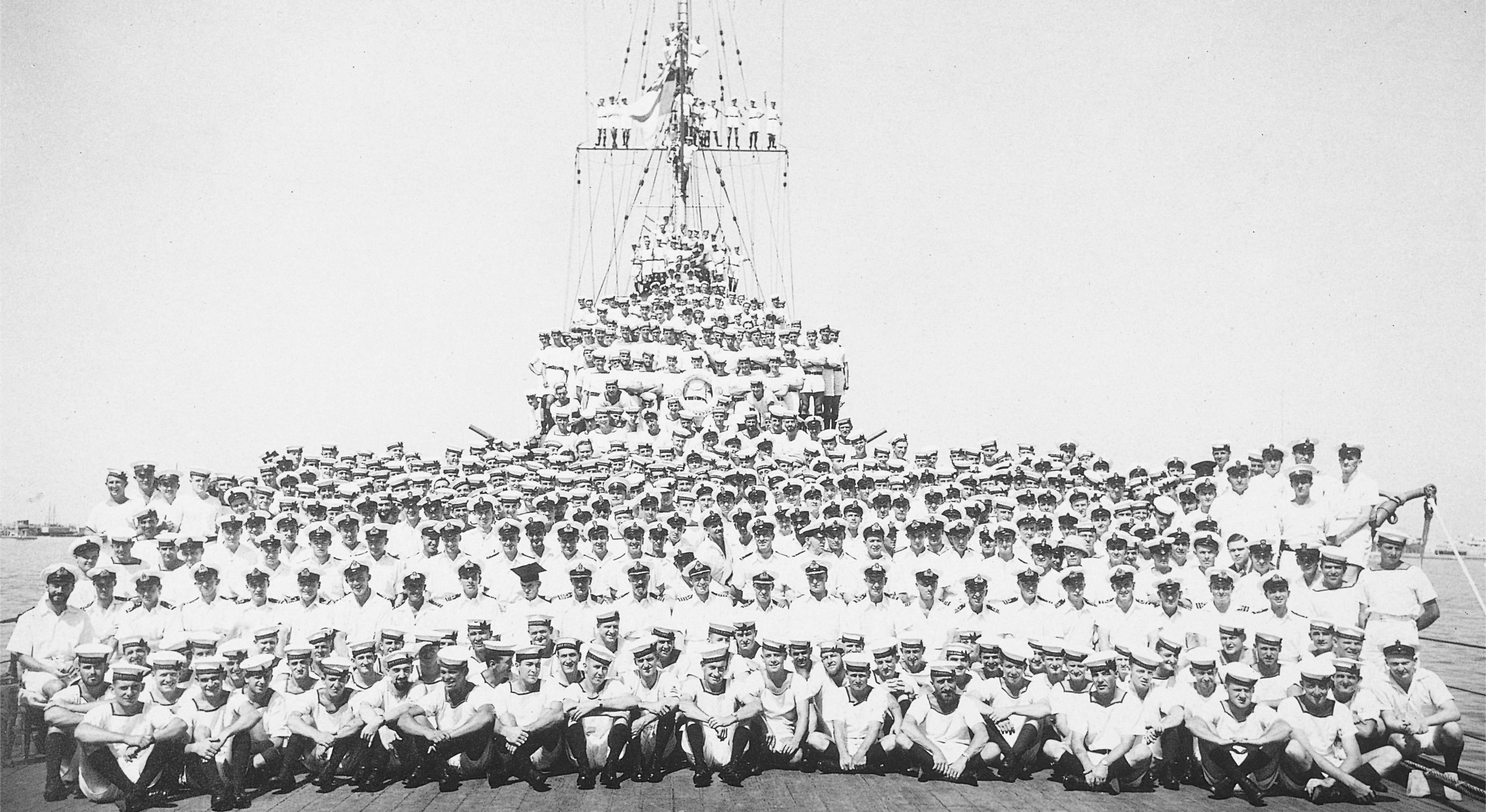
A HMAS Sydney 645 fős legénysége 1941-ben

November 19-én délután 4 órakor, Nyugat-Ausztrália partjainál a Sydney észrevett egy körülbelül 20 km-re lévő szállítóhajót, és ellenőrizni akarta azt. Az észrevett hajó látszólag egy holland hajó, a Straat Malakka volt, valójában viszont a német Kormoran segédcirkáló állt a Sydneyvel szemben. A Kormoran túlélőinek elbeszélései alapján a Sydney már 1000 méternél is közelebb ért a hajóhoz, mikor legénysége meglepődve vette észre, hogy az tüzet nyitott rá az addig elrejtett ágyúival és torpedóival. Az ezután kialakuló tűzharcban a Kormoran is súlyosan megsérült, így legénysége elhagyta azt. Amikor a Kormoran túlélői a Sydney-t utoljára látták, a hajó erősen lángolt és orral lefelé állt. Az ausztrál hajót és 645 főnyi legénységét soha többé nem látták.

## A Sydney roncsa

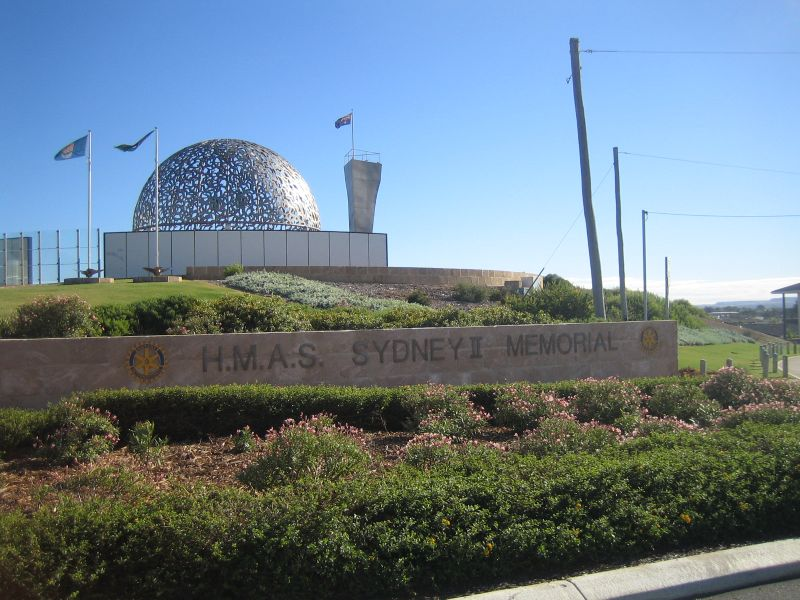
HMAS Sydney emlékmúzeum, a Nyugat-Ausztráliai Geraldton-ban

Az Ausztrál Háborús Emlékmúzeumban (Australian War Memorial) található az egyetlen, Sydney-re utaló nyom: egy lövésnyomokat viselő mentőcsónak, melyet kilenc nappal a hajó elsüllyedése után találtak meg.
1942. február 6-án egy mentőcsónakot vetett partra a víz a Karácsony-szigeten, 2500 km-re a csata helyszínétől. A csónakban egy felnőtt fehér férfi teste volt. Sem a csónak sem a férfi eredetét nem tudták megállapítani, de nem kizárt hogy a Sydney-ről származnak. A talált testről, és a férfi sírhelyéről szóló dokumentumok elvesztek a sziget japán megszállása alatt, és számos temetőbeli kutatással sem találták meg az emberi maradványokat. 2006 októberében egy régészeti vizsgálat során az azonosítatlan holttestet ismét megtalálták. A csontok vizsgálatakor a koponyában találtak egy 9 mm-es lövedéket vagy egy repeszdarabot. Mindezek ellenére a férfi személyazonosságát, vagy hogy köze lenne a Sydney katasztrófájához nem sikerült felfedni. A kutatók jelenleg a férfi és a lehetséges rokonok DNS mintáit hasonlítják össze.
1943 márciusában egy, a Sydney-ről származó bóját találtak az ausztráliai Queensland egyik szigetén, bár lehet hogy az még a Kormorannal való összecsapás előtt veszett el.

## A Kormorán és a Sydney megtalálása
A Finding Sydney Foundation bejelentette, hogy a Kormoran német segédcirkáló roncsát 2008. március 15-én megtalálták. A 3,9 millió dolláros – részben magán, részben közpénzből finanszírozott – kutatóprogram a Sidney roncsainak felkutatására indult március elején. A kutatócsoport vezetője David Mearns, veterán amerikai hajóroncsvadász volt. A hajót Steep Pointtól 207 kilométerre nyugatra találták meg, 2560 méter mélyen fekszik a tengerfenéken.
Két nappal később, 2008. március 17-én azután rátaláltak a HMAS Sydney-re is, a jelentés szerint Steep Pointtól nagyjából 190 km-re nyugatra, a Kormoran roncsaitól mintegy 22 km-re, 2470 méter mélyen, a tengerfenéken. A bejelentést még aznap hivatalosan is megerősítette Kevin Rudd ausztrál miniszterelnök. Russ Shalders altengernagy szavai szerint: „Az ausztrál nemzet 66 éve szeretné tudni, hol van a Sydney, és hogy mi történhetett vele, ezennel a rejtély első fele megoldódott…, most jön a másik fele, hogy mi a csoda történhetett vele.”
2008. április 3-án publikálta az alapítvány az első víz alatti képeket a Sydney-ről.
A roncs az 1976-os ausztrál Historic Shipwrecks Act védelme alatt áll, hadisírként fogják gondozni.

## Fordítás
- Ez a szócikk részben vagy egészben a HMAS Sydney (1934) című angol Wikipédia-szócikk fordításán alapul.  Az eredeti cikk szerkesztőit annak laptörténete sorolja fel. Ez a jelzés csupán a megfogalmazás eredetét és a szerzői jogokat jelzi, nem szolgál a cikkben szereplő információk forrásmegjelöléseként.

## Lásd még
- HMAS Sydney nevet viselő hajók listája.
- HMS Phaeton nevet viselő hajók listája.

## Külső hivatkozások
- Ausztrál Háborús Emlékmúzeum "HMAS Sydney II és a Kormoran" (Angol)
- Ausztrál Királyi Haditengerészet "HMAS Sydney (II)" (hivatalos története) (Angol)
- George Duncan, "A Sydney elvesztése" (Angol)
- Fényképek a HMAS Sydney-ről (Angol)
- A HMAS Sydney II emlékoldala (Angol)
- A HMAS Sydney utáni kutatás hivatalos weboldala (Angol)